# Jacques Hannak
Johann Jakob Hannak, meglio noto come Jacques Hannak (Vienna, 12 marzo 1892 – Vienna, 14 settembre 1973), è stato uno scrittore e giornalista austriaco.
Si laureò in legge all'Università di Vienna nel 1920. Successivamente lavorò come giornalista per l'Arbeiter-Zeitung, prima per il settore sportivo, poi per la politica e la cultura. 
Fu membro e funzionario del Partito Socialdemocratico d'Austria e dell'Austrian Labour Committee (ALC).
Di famiglia ebrea, dopo l'Anschluss fu arrestato come socialdemocratico ed ebreo ed inviato nei campi di concentramento di Dachau e poi di Buchenwald. Nel 1939 riuscì a fuggire e trovò riparo prima a Bruxelles e poi a Parigi. Nel 1946 tornò a Vienna, dove continuò a lavorare come giornalista per l'Arbeiter-Zeitung e come autore di libri.
Nel 1936 scrisse una biografia di Wilhelm Steinitz: Der Michelangelo des Schachspiels (Il Michelangelo degli scacchi) e nel 1952 il libro Emanuel Lasker. Biographie eines Schachweltmeisters. Mit einem Geleitwort von Albert Einstein (Emanuel Lasker. Biografia di un campione del mondo di scacchi, con prefazione di Albert Einstein). Il libro fu tradotto in inglese con il titolo Emanuel Lasker: The Life of a Chess Master.